# Združeno kraljestvo na Pesmi Evrovizije
Predstavniki Združenega kraljestva so prvič nastopili na drugem tekmovanju za Pesem Evrovizije leta 1957. Do vključno leta 1998 so bili britanski glasbeniki skoraj vedno med prvimi desetimi, kasneje pa so dosegali slabše rezultate, najslabše leta 2003, ko je pesem izvajalcev Jemini ostala brez točk in je bilo Združeno kraljestvo prvič na zadnjem mestu.
Leta 2022 je Združeno kraljestvo doseglo drugo mesto, prvo pa Ukrajina, nakar je leta 2023 kljub temu Združeno kraljestvo gostilo festival zaradi rusko-ukrajinske vojne.

## Tekmovalci
| Leto | Izvajalec                   | Pesem                                  | Mesto           | Točke           |
| ---- | --------------------------- | -------------------------------------- | --------------- | --------------- |
| 1957 | Patricia Bredin             | »All«                                  | 7.              | 6               |
| 1959 | Pearl Carr & Teddy Johnson  | »Sing, Little Birdie«                  | 2.              | 16              |
| 1960 | Bryan Johnson               | »Looking High, High, High«             | 2.              | 25              |
| 1961 | The Allisons                | »Are You Sure«                         | 2.              | 24              |
| 1962 | Ronnie Carroll              | »Ring-a-Ding Girl«                     | 4.              | 10              |
| 1963 | Ronnie Carroll              | »Say Wonderful Things«                 | 4.              | 28              |
| 1964 | Matt Monro                  | »I Love the Little Things«             | 2.              | 17              |
| 1965 | Kathy Kirby                 | »I Belong«                             | 2.              | 26              |
| 1966 | Kenneth McKellar            | »A Man Without Love«                   | 9.              | 8               |
| 1967 | Sandie Shaw                 | »Puppet on a String«                   | 1.              | 47              |
| 1968 | Cliff Richard               | »Congratulations«                      | 2.              | 28              |
| 1969 | Lulu                        | »Boom Bang-a-Bang«                     | 1.              | 18              |
| 1970 | Mary Hopkin                 | »Knock Knock, Who's There?«            | 2.              | 26              |
| 1971 | Clodagh Rodgers             | »Jack in the Box«                      | 4.              | 98              |
| 1972 | The New Seekers             | »Beg, Steal or Borrow«                 | 2.              | 114             |
| 1973 | Cliff Richard               | »Power to All Our Friends«             | 3.              | 123             |
| 1974 | Olivia Newton-John          | »Long Live Love«                       | 4.              | 14              |
| 1975 | The Shadows                 | »Let Me Be the One«                    | 2.              | 138             |
| 1976 | Brotherhood of Man          | »Save Your Kisses for Me«              | 1.              | 164             |
| 1977 | Lynsey de Paul & Mike Moran | »Rock Bottom«                          | 2.              | 121             |
| 1978 | Co-Co                       | »The Bad Old Days«                     | 11.             | 61              |
| 1979 | Black Lace                  | »Mary Ann«                             | 7.              | 73              |
| 1980 | Prima Donna                 | »Love Enough for Two«                  | 3.              | 106             |
| 1981 | Bucks Fizz                  | »Making Your Mind Up«                  | 1.              | 136             |
| 1982 | Bardo                       | »One Step Further«                     | 7.              | 76              |
| 1983 | Sweet Dreams                | »I'm Never Giving Up«                  | 6.              | 79              |
| 1984 | Belle and the Devotions     | »Love Games«                           | 7.              | 63              |
| 1985 | Vikki Watson                | »Love Is«                              | 4.              | 100             |
| 1986 | Ryder                       | »Runner in the Night«                  | 7.              | 72              |
| 1987 | Rikki                       | »Only the Light«                       | 13.             | 47              |
| 1988 | Scott Fitzgerald            | »Go«                                   | 2.              | 136             |
| 1989 | Live Report                 | »Why Do I Always Get it Wrong?«        | 2.              | 130             |
| 1990 | Emma                        | »Give a Little Love Back to the World« | 6.              | 87              |
| 1991 | Samantha Janus              | »A Message to Your Heart«              | 10.             | 47              |
| 1992 | Michael Ball                | »One Step Out of Time«                 | 2.              | 139             |
| 1993 | Sonia                       | »Better the Devil You Know«            | 2.              | 164             |
| 1994 | Frances Ruffelle            | »Lonely Symphony (We Will Be Free)«    | 10.             | 63              |
| 1995 | Love City Groove            | »Love City Groove«                     | 10.             | 76              |
| 1996 | Gina G                      | »Ooh Aah... Just a Little Bit«         | 8.              | 77              |
| 1997 | Katrina and the Waves       | »Love Shine a Light«                   | 1.              | 227             |
| 1998 | Imaani                      | »Where Are You?«                       | 2.              | 166             |
| 1999 | Precious                    | »Say It Again«                         | 12.             | 38              |
| 2000 | Nicki French                | »Don't Play That Song Again«           | 16.             | 28              |
| 2001 | Lindsay                     | »No Dream Impossible«                  | 15.             | 28              |
| 2002 | Jessica Garlick             | »Come Back«                            | 3.              | 111             |
| 2003 | Jemini                      | »Cry Baby«                             | 26.             | 0               |
| 2004 | James Fox                   | »Hold On to Our Love«                  | 16.             | 29              |
| 2005 | Javine Hylton               | »Touch My Fire«                        | 22.             | 18              |
| 2006 | Daz Sampson                 | »Teenage Life«                         | 19.             | 25              |
| 2007 | Scooch                      | »Flying the Flag (for You)«            | 23.             | 19              |
| 2008 | Andy Abraham                | »Even If«                              | 25.             | 14              |
| 2009 | Jade Ewen                   | »My Time«                              | 5.              | 173             |
| 2010 | Josh Dubovie                | »That Sounds Good to Me«               | 25.             | 10              |
| 2011 | Blue                        | »I Can«                                | 11.             | 100             |
| 2012 | Engelbert Humperdinck       | »Love Will Set You Free«               | 25.             | 12              |
| 2013 | Bonnie Tyler                | »Believe in Me«                        | 19.             | 23              |
| 2014 | Molly                       | »Children of the Universe«             | 17.             | 40              |
| 2015 | Electro Velvet              | »Still in Love with You«               | 24.             | 5               |
| 2016 | Joe and Jake                | »You're Not Alone«                     | 24.             | 62              |
| 2017 | Lucie Jones                 | »Never Give Up on You«                 | 15.             | 111             |
| 2018 | SuRie                       | »Storm«                                | 24.             | 48              |
| 2019 | Michael Rice                | »Bigger than Us«                       | 26.             | 11              |
| 2020 | James Newman                | »My Last Breath«                       | Festival odpade | Festival odpade |
| 2021 | James Newman                | »Embers«                               | 26.             | 0               |
| 2022 | Sam Ryder                   | »SPACE MAN«                            | 2.              | 466             |
| 2023 | Mae Muller                  | »I Wrote a Song«                       | 25.             | 24              |
| 2024 | Olly Alexander              | »Dizzy«                                | 18.             | 46              |
| 2025 | Remember Monday             | »What The Hell Just Happened?«         | 19.             | 88              |